# CityLAZ-12
ЛАЗ А183 або СітіЛАЗ-12 — 12-метровий низькопідлоговий міський автобус, що випускався на Львівському автобусному заводі (ЛАЗ) з 2004 року і прийшов на заміну ЛАЗ-52528. На його основі створений подібний тролейбус ЕлектроЛАЗ-183.

## Опис

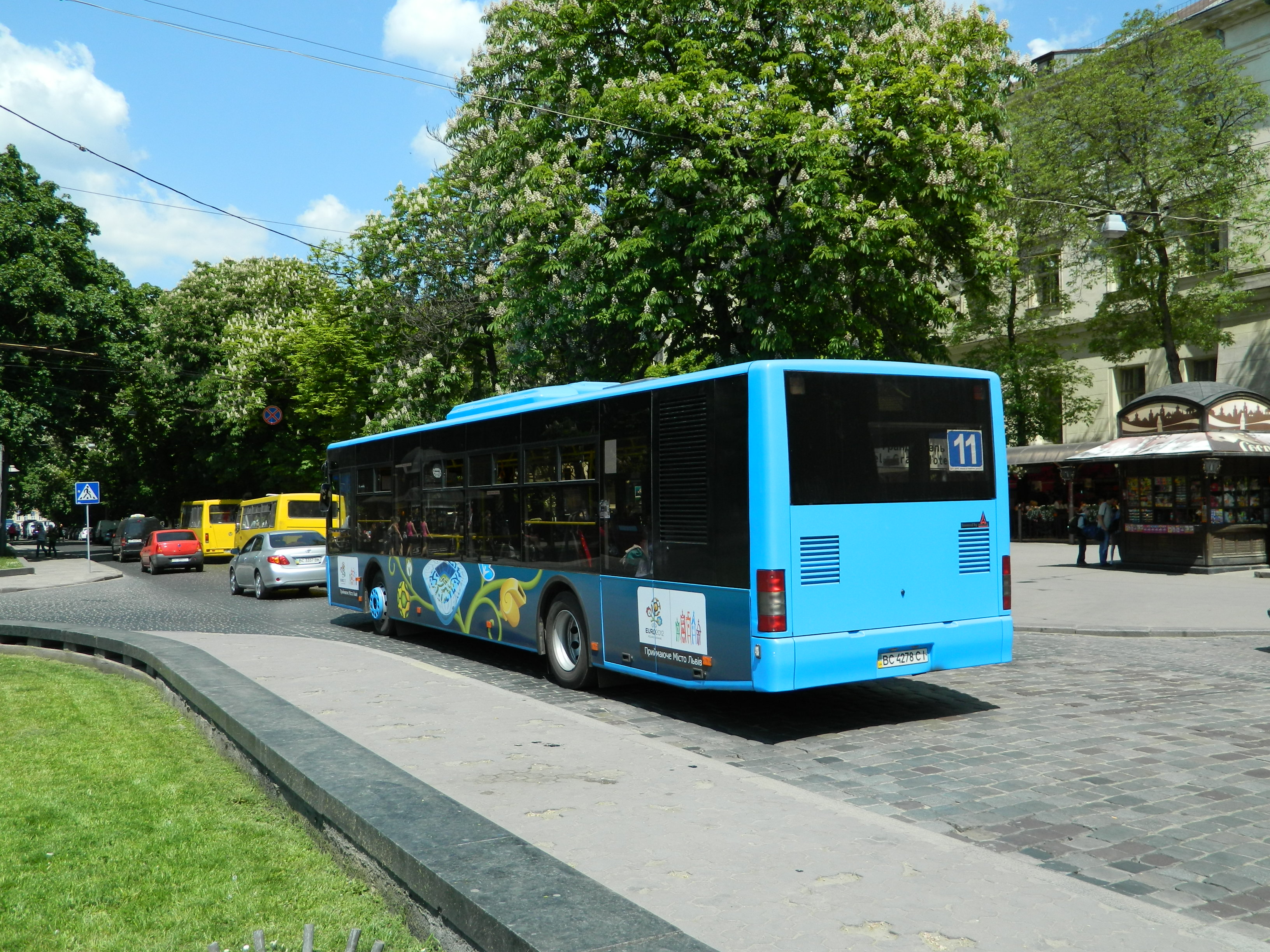
ЛАЗ A183D1

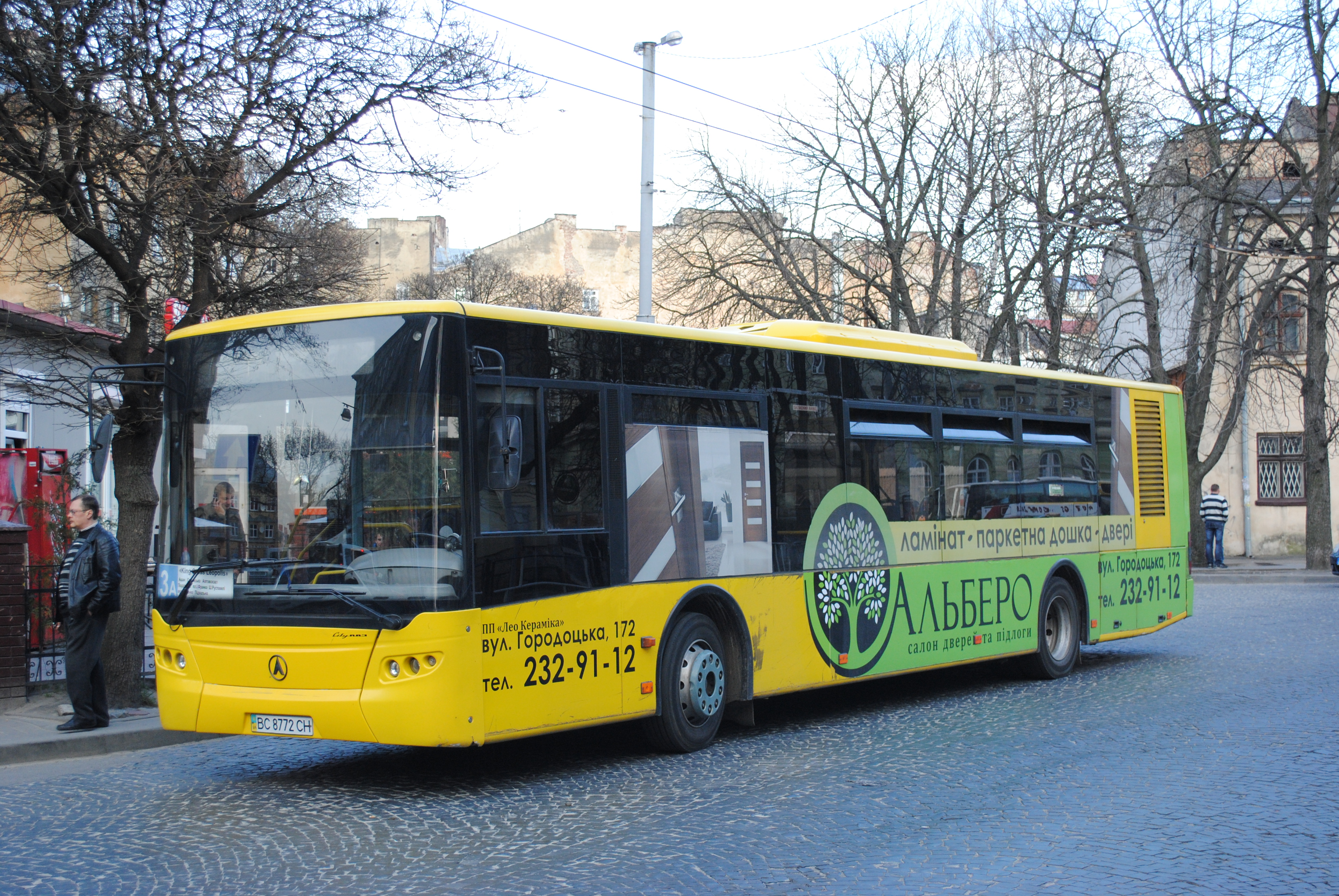
ЛАЗ A183 у Львові

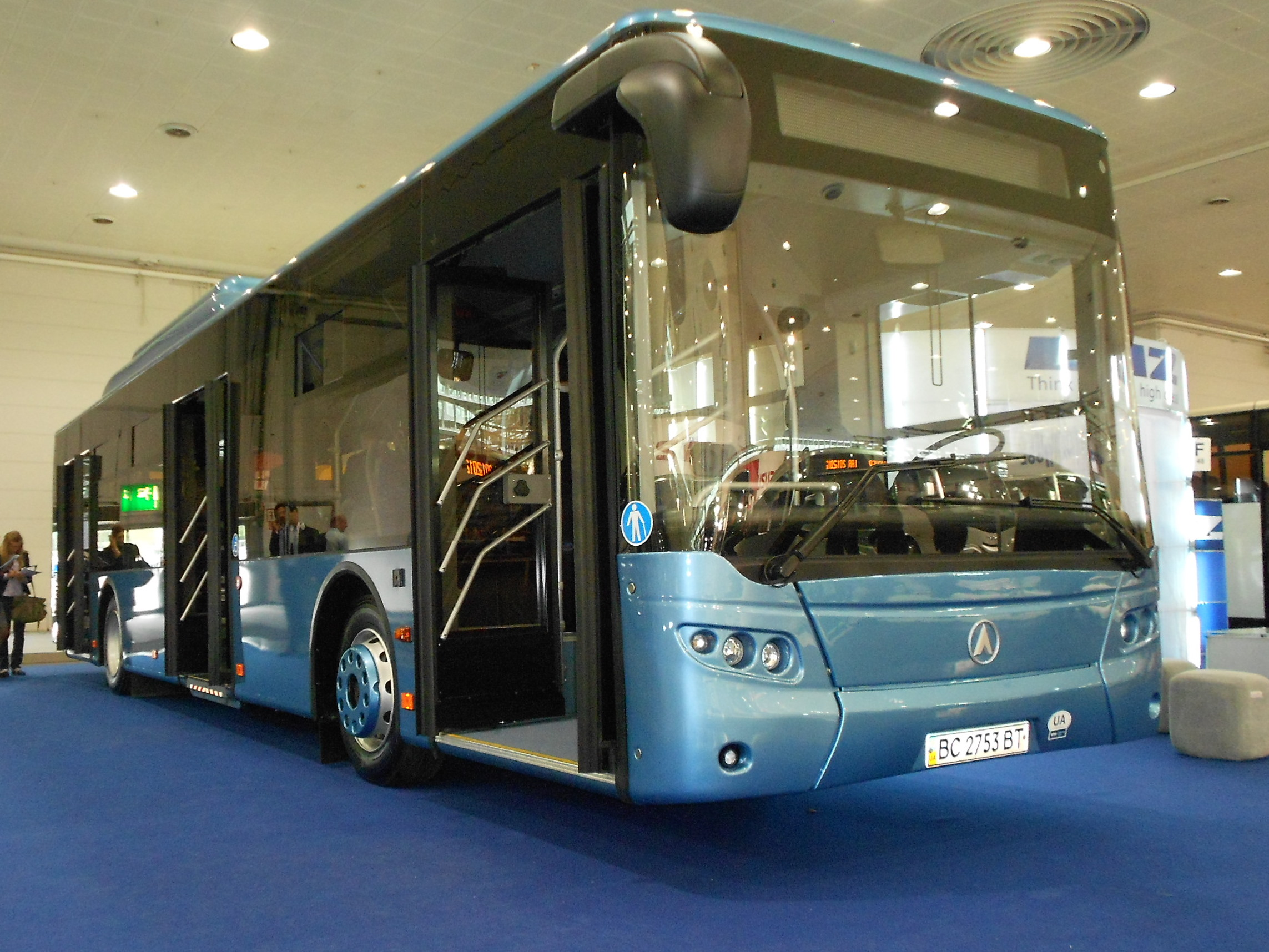
ЛАЗ A183NG

У травні 2004 року на київському міжнародному автосалоні SIA-2004 був представлений перший серійний український низькопідлоговий автобус ЛАЗ А183.
За основу нового автобуса конструктори взяли проекти провідних європейських фірм, зокрема 12 метровий автобус Mercedes-Benz Citaro. Але не слід забувати, що саме фахівці львівського Головного союзного конструкторського бюро (ГСКБ) ще в кінці 60-х років розробили і впровадили концепцію низкопідлогового автобуса в експериментальних моделях ЛАЗ-360Е і ЛАЗ-360ЕМ — задовго до того, як перші «низькопідлоговики» з'явилися в Європі. На жаль проект не отримав підтримки з боку влади, і унікальні автобуси увійшли в історію лише як незавершений експеримент радянських конструкторів. Тільки через три з половиною десятиліття ЛАЗ став випускати машини цього класу.
ЛАЗ-А183 став родоначальником цілої лінійки різних моделей автобусів та тролейбусів. Серед них автобус для обслуговування аеропортів ЛАЗ-АХ183, приміський автобус ЛАЗ-А191, 10-метровий автобус ЛАЗ-А152, 18-метровий зчленований автобус ЛАЗ-А292; одинарний і зчленований тролейбуси — ЛАЗ-Е183 і ЛАЗ-Е301.
У 2007 році були змінені назви всієї лінійки автобусів львівського виробництва, при цьому ЛАЗ-А183 отримав назву CityLAZ-12.
Відстань від підлоги до землі ЛАЗ-A183 становить 30 сантиметрів, сходинки відсутні. Автобус обладнаний для перевезення пасажирів з особливими потребами: для цього середні двері обладнані пандусом, який витримує 80 кг, а навпроти створено спеціальний накопичувальний майданчик. Підвіска автобуса пневматична, можливе невелике зниження і підвищення підвіски (kneeling).
Колісна база А183 — 5.85 метрів. Шини автобуса від Michelin 275/80R, з діаметром обода 22.5 см. Радіус повороту — 12500 мм.
Кількість місць для сидіння — 24—32. Сидіння оснащені антивандальним покриттям. Схема постанови сидінь ззаду подібна на систему постанови сидінь ззаду у ЛАЗ 52522, однак передня частина розташована повністю по-іншому. У салоні встановлено металеві поручні на висоті 180—200 см, на поручнях встановлені ручні підтримувачі. Загальна пасажиромісткість при густоті 8 чоловік м² — 120 чоловік.
Формула дверей: 2—2—2. Двері з плоско-паралельним механізмом відкриття та важільною системою під підлогою автобуса. Бокові скла довгі та безпечні. Вікна тоновані. Є дві системи підігріву: автономний обігрівач потужністю 30000 Ватт (для двигуна) та Webasto для салону та водія, що працює на дизельному паливі.

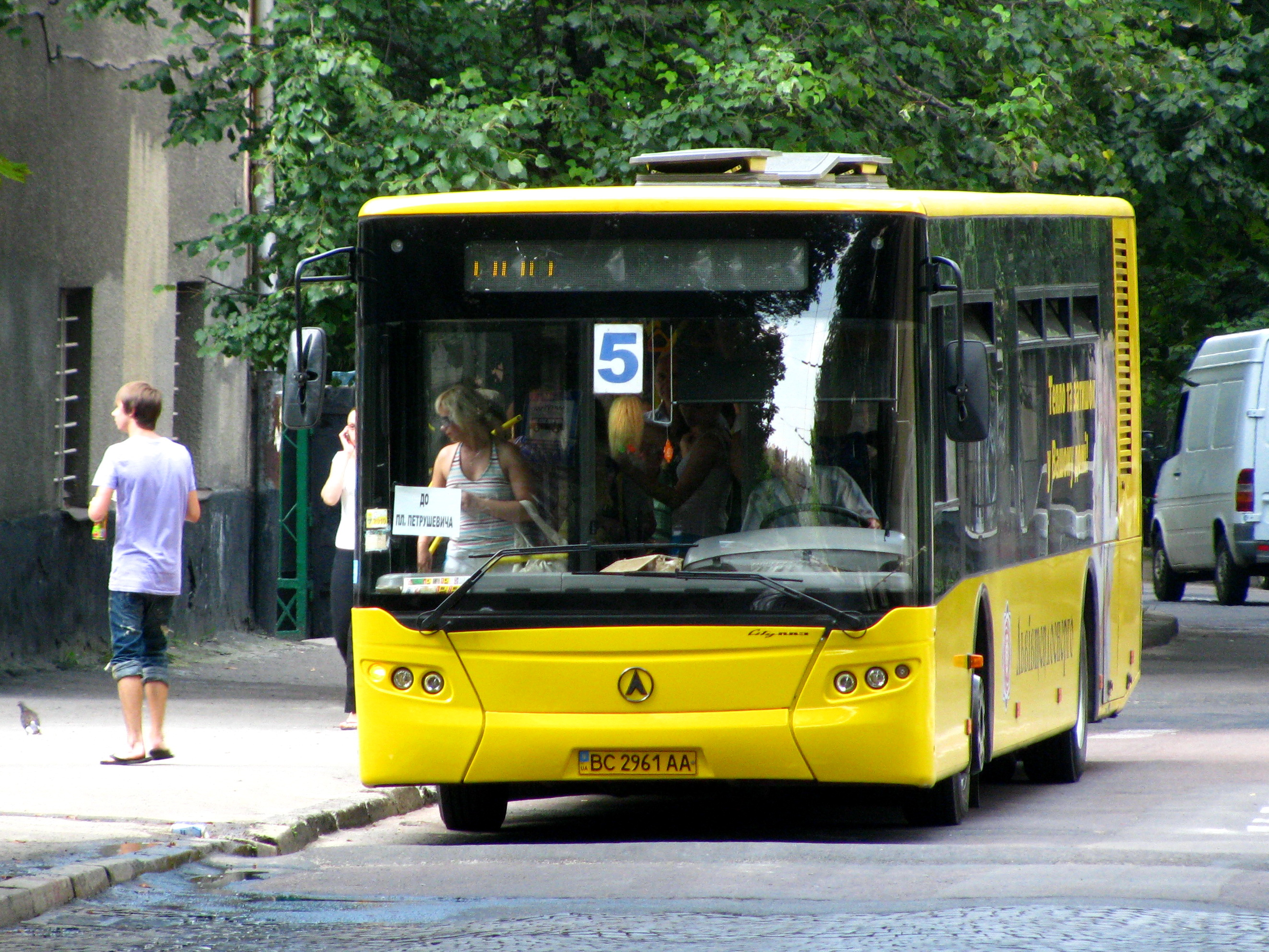
ЛАЗ А-183 у Львові

Кількість габаритних вогнів — 12 з боків, 8 передніх фар, 8 задніх (разом 28).
Місце водія рухоме, встановлене на 280 мм над рівнем підлоги. Кермо легке (трохи важче ніж у легкового автомобіля), зазвичай при сильному викруті «тягнеться» на пряме положення. На кермі намальований знак ЛАЗу «Л». Встановлена антиблокувальна система гальм та пневмопривід Wabco. Педалі зчеплення немає. Іноді вмонтований додатковий гальмовий інтрадер.
Двигун — дизельний, в основному MAN, Youchai YC-6A, Deutz, Cummins з стандартом які відповідають Євро-2 та Євро-3. Місткість баку 180 літрів. Витрати палива при швидкості 60 км/год — 24 літри на 100 км. Середня швидкість руху 30-40 км/год, максимальна — 120 км/год.

## Експлуатація
Станом на вересень 2021 року виготовлено понад 410 автобусів CityLAZ 12. Відомо, що більшість з них працює на маршрутах громадського транспорту: 140 — в Києві, 27 — в Донецьку, 17 — у Харкові, 12 — у Львові, 8 — у Вінниці, 3 — в Чернівцях, 1 — в Череповці (Росія).

## Модифікації
- ЛАЗ A183D1 / ДАЗ A183D1 (CityLAZ 12 LF) — повністю низькопідлогова модифікація, формула дверей автобуса: 2-2-2, двигун Deutz BF6M1013FC/ECP або Deutz TCD2013L06 4V потужністю 265 к.с., всього виготовлено 415 автобусів (з них 257 автобусів стандарту Євро-1, 2, 77 стандарту Євро-3 і 81 стандарту Євро-4).
- ЛАЗ A183F0 (CityLAZ 12 LE) — частково низькопідлогова модифікація, формула дверей автобуса: 2-2-2, двигун Youchai YC6A260-20 потужністю 260 к.с., всього виготовлено 14 автобусів.
- ЛАЗ AX183D (AeroLAZ) — повністю низькопідлогова модифікація для аеропорту, формула дверей автобуса: 0-1-2-2-2-2, двигун Deutz BF 1013 потужністю 265 к.с., всього виготовлено 8 автобусів.
- ЛАЗ A183N1 (CityLAZ 12 LF) — повністю низькопідлогова модифікація, формула дверей автобуса: 2-2-2, двигун MAN D0836 LOH02 або MAN D0836 LOH64 6,9 л потужністю 280 к.с., всього виготовлено 1 автобус.
- ЛАЗ A183NG (CityLAZ 12 CNG) — виставкова модель на природному газі, формула дверей автобуса: 2-2-2, двигун MAN D0836 LOH01 6,9 л, всього виготовлено 2 автобуси.

## Аналог
- MAN Lion's City
- Mercedes-Benz Citaro
- Богдан А701
- Електрон А185